# Antigone (fils d'Échécrate)
Pour les articles homonymes, voir Antigone.
Antigone (en grec ancien Ἀντίγονος Μονόφθαλμος, Antigonos Monophtalmos), mort en 179 av. J.-C., est un prince macédonien de la dynastie des Antigonides et le neveu d'Antigone III Doson. Il aurait été désigné comme son successeur par Philippe V. Il est mis à mort par Persée quand celui-ci accède au pouvoir.

## Biographie
Fils d'Échécrate, un frère d'Antigone III Doson, il est un cousin proche de Philippe V, jugé comme incorruptible et digne de confiance. En 180 av. J.-C., Persée, qui craint d'être écarté de la succession, pousse Philippe à faire assassiner son fils Démétrios, ex-otage et partisan des Romains. Mais selon Tite-Live, Philippe aurait compris grâce à Antigone que la lettre incriminant Démétrios est un faux et que, pris de remords, il l'aurait désigné comme son successeur. Il est probable que la tradition, probablement romancée, de cette querelle successorale provienne de sources romaines, reprises à son compte par Tite-Live via Polybe, visant à discréditer Persée.
Quoi qu'il en soit, à la mort de Philippe, Persée est proclamé roi de Macédoine, profitant de l'absence d'Antigone parti en ambassade auprès des Bastarnes. Antigone est exécuté à son retour en Macédoine.
Il est mentionné, avec dix-huit autres personnes dont Persée, sous le nom de Ἀντίγονος Ἐχεκ [ρ] ατίδαιος, Antigonos Echek[r]atidaios (Antigone fils d'Échécrate) dans une inscription épigraphique qui honore la fondation par Philippe d'un gymnase à Larissa.

## Sources antiques
- Polybe, Histoires [détail des éditions] [lire en ligne], XIII.
- Tite-Live, Histoire romaine [détail des éditions] [lire en ligne], XL.